# Paracycling-Bahnweltmeisterschaften 2019

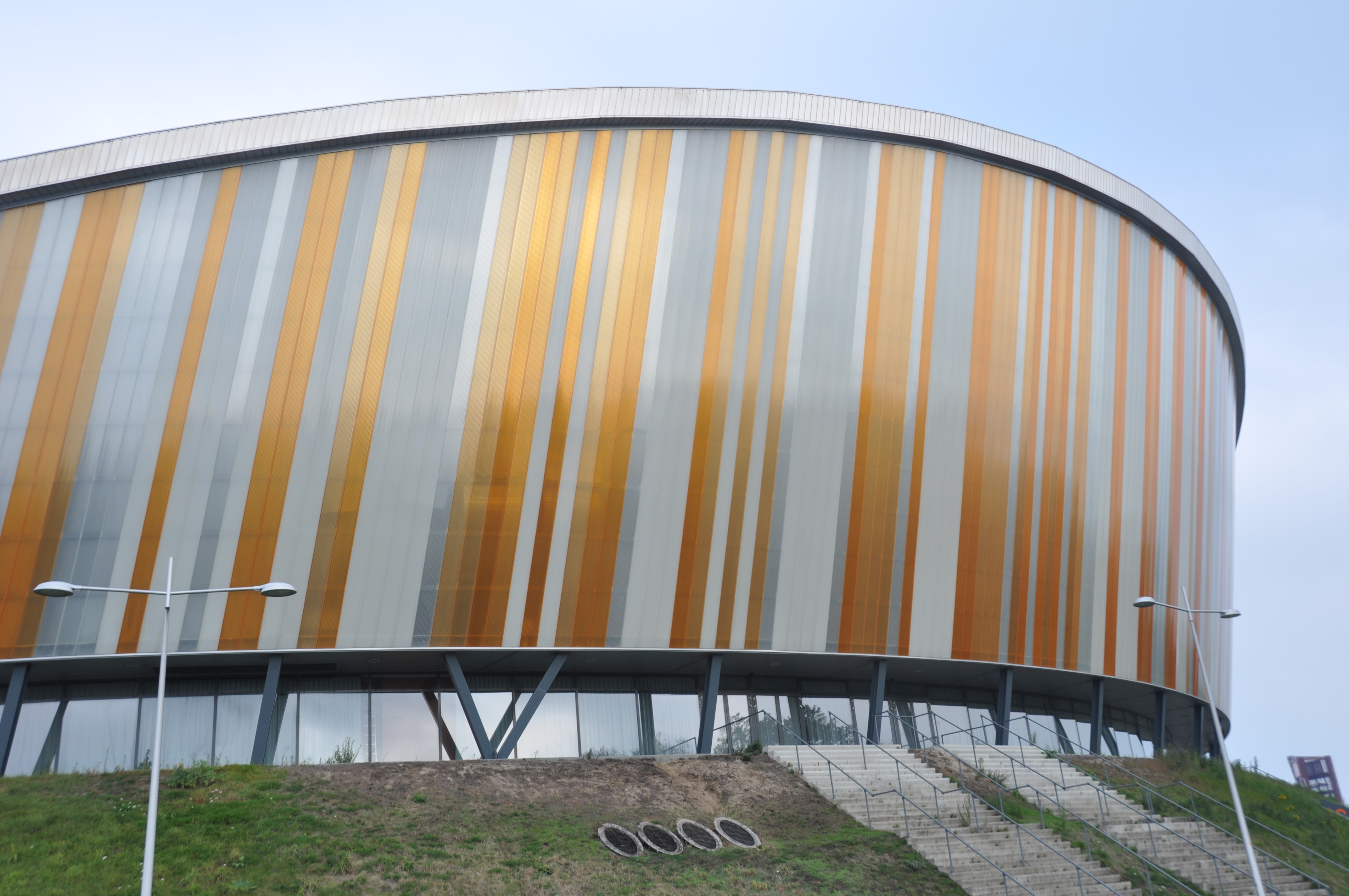
Die Veranstaltungsstätte Omnisport in Apeldoorn

Die Paracycling-Bahnweltmeisterschaften 2019 (2019 UCI Para-cycling Track World Championships) fanden vom 14. bis 17. März im Omnisport im niederländischen Apeldoorn statt.
Die Paracycling-Bahnweltmeisterschaften wurden zum zweiten Mal nach 2015 in Apeldoorn ausgetragen. Die Organisation der Weltmeisterschaften wurde von dem ehemaligen Bahnradsportler Teun Mulder geleitet. Als Testwettbewerbe fanden Omnien für Frauen und Männer statt. Es waren rund 250 Sportlerinnen und Sportler aus 37 Nationen gemeldet.
Am ersten Tage der Wettbewerbe stellte die Australiern Paige Greco in der Qualifikation der 3000-Meter-Einerverfolgung der Frauen (C3) mit 4:00,20 Minuten einen neuen Weltrekord auf. Auch in der Verfolgungs-Qualifikation der Männer (C1) wurde ein neuer Weltrekord gefahren: Ricardo Ten Argilés aus Spanien benötigte 3:50,05 für 3000 Meter. Auch am zweiten WM-Tag wurden neue Weltrekorde gefahren: Im 500-Meter-Zeitfahren (C2) fuhr die Australierin Amanda Reid eine Zeit von 39,505 Sekunden, Greco (C3) eine Zeit von 39,442. Der Chinese Zhang Li verbesserte seinen eigenen Weltrekord über 1000 auf 1:11,817 Minuten. Über 1000 Meter der Männer (C2) wurde der bestehende Weltrekord gleich zwei Mal verbessert, zunächst vom Australier Gordon Hall (1:12,873), dann erneut vom Kolumbianer Alejandro Perea (1:12,838). Auch im Rahmen des Testevens Omnium wurden zwei neue Rekorde über 200 Meter (fliegender Start) aufgestellt: Greco (C3) fuhr 13,250, die Niederländerin Caroline Groot (C5) 12,070, wenige Minuten nachdem noch die Britin Sarah Storey eine neue Bestzeit gefahren war. Auch Ricardo Ten Argilés (C1) aus Spanien fuhr mit 12,69 Sekunden Rekord.
Am dritten Tag der Weltmeisterschaften verbesserte die bisherige Weltrekordhalterin aus Australien, Emily Petricola, in der Qualifikation zur 3000-Meter-Einerverfolgung (C4) ihren eigenen Rekord auf 3:53,297 Minuten und fuhr im Finale mit 3:43,620 nochmals zehn Sekunden schneller und holte ihre Kontrahentin Kelly Shaw ein.

## Resultate

### Sprint Klasse B
| Frauen – B |                                     |              |                 |
| #          | Fahrerin/Pilotin                    | Nationalität | Gewonnene Läufe |
|            | Sophie Thornhill / Helen Scott      | GBR          | (1), (2)        |
|            | Jessica Gallagher / Madison Janssen | AUS          |                 |
|            | Larissa Klaassen / Imke Brommer     | NLD          | (1), (2)        |

| Männer – B |                                   |              |                 |
| #          | Fahrer/Pilot                      | Nationalität | Gewonnene Läufe |
|            | Neil Fachie / Matthew Rotherham   | GBR          | (1), (2)        |
|            | James Ball / Peter Mitchell       | GBR          |                 |
|            | Adam Brzozowski / Kamil Kuczyński | POL          | (1), (2)        |

### Zeitfahren Klasse B
| Frauen – WB (1000 m) |                                 |              |            |
| #                    | Fahrerin/Pilotin                | Nationalität | Zeit (min) |
|                      | Sophie Thornhill / Helen Scott  | GBR          | 1:05,612   |
|                      | Larissa Klaassen / Imke Brommer | NED          | 1:06,545   |
|                      | Emma Foy / Hannah van Kampen    | NZL          | 1:07,632   |

| Männer – MB (1000 m) |                                 |              |            |
| #                    | Fahrer/Pilot                    | Nationalität | Zeit (min) |
|                      | James Ball / Peter Mitchell     | GBR          | 1:00,060   |
|                      | Neil Fachie / Matthew Rotherham | GBR          | 1:00,090   |
|                      | Tristan Bangma / Patrick Bos    | NED          | 1:00,960   |

### Verfolgung Klasse B
| Frauen – WB (3000 m) |                                |              |            |
| #                    | Fahrerin/Pilotin               | Nationalität | Zeit       |
|                      | Emma Foy / Hannah van Kampen   | NZL          | 3:28,281 G |
|                      | Griet Hoet / Anneleen Monsieur | BEL          | 3:34,410 G |
|                      | Lora Fachie / Corrine Hall     | GBR          | 3:30,875 B |

| Männer – MB (4000 m) |                                   |              |            |
| #                    | Fahrer/Pilot                      | Nationalität | Zeit       |
|                      | Marcin Polak / Michał Ładosz      | POL          | 4:12,490 G |
|                      | Vincent ter Schure / Timo Fransen | NED          | 4:13,690 G |
|                      | Tristan Bangma / Patrick Bos      | NED          | 4:11,200 B |

- Legende: „G“ = Zeit aus dem Finale um Gold; „B“ = Zeit aus dem Finale um Bronze

### Zeitfahren Klasse C
| #                    | Fahrerin         | Nationalität | Zeit (s)  |
| -------------------- | ---------------- | ------------ | --------- |
| Frauen – WC1 (500 m) |                  |              |           |
|                      | Li Jieli         | CHN          | 43,830 WR |
|                      | Katie Toft       | GBR          | 47,099    |
| Frauen – WC2 (500 m) |                  |              |           |
|                      | Amanda Reid      | AUS          | 39,505 WR |
|                      | Alyda Norbruis   | NED          | 40,191    |
|                      | Song Zhenling    | CHN          | 42,697    |
| Frauen – WC3 (500 m) |                  |              |           |
|                      | Paige Greco      | AUS          | 39,442    |
|                      | Keiko Suguira    | JPN          | 41,254    |
|                      | Wang Xiaomei     | CHN          | 41,345    |
| Frauen – WC4 (500 m) |                  |              |           |
|                      | Kadeena Cox      | GBR          | 36,176    |
|                      | Ruan Juanping    | CHN          | 38,436    |
|                      | Katherine Horan  | NZL          | 39,846    |
| Frauen – WC5 (500 m) |                  |              |           |
|                      | Caroline Groot   | NED          | 36,464    |
|                      | Sarah Storey     | GBR          | 38,111    |
|                      | Marie Patouillet | FRA          | 38,739    |

| #                     | Fahrer                 | Nationalität | Zeit (min)  |
| --------------------- | ---------------------- | ------------ | ----------- |
| Männer – MC1 (1000 m) |                        |              |             |
|                       | Li Zhangyu             | CHN          | 1:11,817    |
|                       | Liang Weicong          | CHN          | 1:13,865    |
|                       | Ricardo Ten Argilés    | ESP          | 1:16,266    |
| Männer – MC2 (1000 m) |                        |              |             |
|                       | Alejandro Perea Arango | COL          | 1:12,838 WR |
|                       | Gordon Allan           | AUS          | 1:12,873    |
|                       | Tristen Chernove       | CAN          | 1:13,534    |
| Männer – MC3 (1000 m) |                        |              |             |
|                       | Joseph Berenyi         | USA          | 1:08,381    |
|                       | Eduardo Santas Asensio | ESP          | 1:09,553    |
|                       | Diederick Schelfhout   | BEL          | 1:09,698    |
| Männer – MC4 (1000 m) |                        |              |             |
|                       | Jody Cundy             | GBR          | 1:05,422    |
|                       | Jozef Metelka          | SVK          | 1:06,477    |
|                       | Justin Widhalm         | USA          | 1:07,822    |
| Männer – MC5 (1000 m) |                        |              |             |
|                       | Alfonso Cabella Llamas | ESP          | 1:04,414    |
|                       | Blaine Hunt            | GBR          | 1:06,406    |
|                       | Christopher Murphy     | USA          | 1:06,495    |

### Mixed Team Sprint M/W C1-5
| WM C1–5 (750 m) |                                                     |              |        |
| #               | Fahrer(innen)                                       | Nationalität | Zeit   |
|                 | Li Zhangyu / Wei Guoping / Lai Shanzhang            | CHN          | 49,133 |
|                 | Louis Rolfe / Jon-Allan Butterworth / Jody Cundy    | GBR          | 49,378 |
|                 | Jason Kimball / Joseph Berenyi / Christopher Murphy | USA          | 50,058 |

### Verfolgung Klasse C
| #                     | Fahrerin                        | Nationalität | Zeit (min) |
| --------------------- | ------------------------------- | ------------ | ---------- |
| Frauen – WC1 (3000 m) |                                 |              |            |
|                       | Katie Toft                      | GBR          |            |
| Frauen – WC2 (3000 m) |                                 |              |            |
|                       | Zeng Sini                       | CHN          | 4:14,610 G |
|                       | Daniela Carolina Munévar Flórez | COL          | 4:15,454 G |
|                       | Sarah Ellington                 | NZL          | 4:30,259 B |
| Frauen – WC3 (3000 m) |                                 |              |            |
|                       | Paige Greco                     | AUS          | 4:01,609 G |
|                       | Denise Schindler                | GER          | eingeholt  |
|                       | Anna Beck                       | SWE          | 4:08,936 B |
| Frauen – WC4 (3000 m) |                                 |              |            |
|                       | Emily Petricola                 | AUS          | 3:43,620 G |
|                       | Kelly Shaw                      | CAN          | eingeholt  |
|                       | Meg Lemon                       | AUS          | 4:00,873 B |
| Frauen – WC5 (3000 m) |                                 |              |            |
|                       | Sarah Storey                    | GBR          | ohne Zeit  |
|                       | Anna Harkowska                  | POL          | eingeholt  |
|                       | Samantha Bosco                  | USA          | 3:53,513 B |

| #                     | Fahrer                 | Nationalität | Zeit (min) |
| --------------------- | ---------------------- | ------------ | ---------- |
| Männer – MC1 (3000 m) |                        |              |            |
|                       | Ricardo Ten Argilés    | ESP          | ohne Zeit  |
|                       | Li Zhangyu             | CHN          | eingeholt  |
|                       | Ross Wilson            | CAN          | 3:55,268 B |
| Männer – MC2 (3000 m) |                        |              |            |
|                       | Darren Hicks           | AUS          | 3:45,390 G |
|                       | Tristen Chernove       | CAN          | 3:48,895 G |
|                       | Alejandro Perea        | COL          | 3:39,101 B |
| Männer – MC3 (3000 m) |                        |              |            |
|                       | David Nicholas         | AUS          | 3:29,879 G |
|                       | Eduardo Santas Asensio | ESP          | 3:37,245 G |
|                       | Diederick Schelfhout   | BEL          | 3:35,190 B |
| Männer – MC4 (4000 m) |                        |              |            |
|                       | Jozef Metelka          | SVK          | ohne Zeit  |
|                       | George Peasgood        | GBR          | eingeholt  |
|                       | Diego Dueñas           | COL          | 4:50,475   |
| Männer – MC5 (4000 m) |                        |              |            |
|                       | Alistair Donohoe       | AUS          | ohne Zeit  |
|                       | Jehor Dementjew        | UKR          | eingeholt  |
|                       | Daniel Abraham Gebru   | NED          | 4:36,875 B |

- Legende: „G“ = Zeit aus dem Finale um Gold; „B“ = Zeit aus dem Finale um Bronze

### Scratch Klasse C
| Frauen – WC 1-2 (10 km) |                     |              |
| #                       | Fahrerin            | Nationalität |
|                         | Zeng Sini           | CHN          |
|                         | Amanda Reid         | AUS          |
|                         | Leidi Ramirez       | COL          |
| Frauen – WC 3 (10 km)   |                     |              |
| #                       | Fahrerin            | Nationalität |
|                         | Wang Xiaomei        | CHN          |
|                         | Paige Greco         | AUS          |
|                         | Denise Schindler    | GER          |
| Frauen – WC 4 (10 km)   |                     |              |
|                         | Ruan Jinping        | CHN          |
|                         | Meg Lemon           | AUS          |
|                         | Emily Petricola     | AUS          |
| Frauen – WC 5 (10 km)   |                     |              |
|                         | Sarah Storey        | GBR          |
|                         | Crystal Lane-Wright | GBR          |
|                         | Samantha Bosco      | USA          |

| #                     | Fahrer               | Nationalität |
| --------------------- | -------------------- | ------------ |
| Männer – MC1 (15 km)  |                      |              |
|                       | Ricardo Ten Argilés  | ESP          |
|                       | Iwan Ermakow         | RUS          |
|                       | Darcy Thompson       | AUS          |
| Männer – MC2 (15 km)  |                      |              |
|                       | Tristen Chernove     | CAN          |
|                       | Alejandro Perea      | COL          |
|                       | Liang Guihua         | CHN          |
| Männer – MC 3 (15 km) |                      |              |
|                       | David Nicholas       | AUS          |
|                       | Joseph Berenyi       | USA          |
|                       | Alexei Obidennow     | RUS          |
| Männer – MC 4 (15 km) |                      |              |
|                       | Diego Dueñas         | COL          |
|                       | Ronan Grimes         | IRL          |
|                       | Sergei Pudow         | RUS          |
| Männer – MC 5 (15 km) |                      |              |
|                       | Alistair Donohoe     | AUS          |
|                       | William Bjergfelt    | GBR          |
|                       | Daniel Abraham Gebru | NED          |

### Omnium Klasse C (Testwettbewerb)
| Frauen – WC 1 |                     |              |        |
| #             | Fahrerin            | Nationalität | Punkte |
|               | Katie Toft          | GBR          | 160    |
| Frauen – WC 2 |                     |              |        |
|               | Daniela Munevar     | COL          | 154    |
|               | Yvonne Marzinke     | AUT          | 148    |
|               | Christelle Ribault  | FRA          | 146    |
| Frauen – WC 3 |                     |              |        |
|               | Paige Greco         | AUS          | 160    |
|               | Denise Schindler    | GER          | 146    |
|               | Jamie Whitmore      | USA          | 140    |
| Frauen – WC 4 |                     |              |        |
|               | Meg Lemon           | AUS          | 156    |
|               | Elena Galkina       | RUS          | 148    |
|               | Marie-Claude Molnar | CAN          | 144    |
| Frauen – WC 5 |                     |              |        |
|               | Sarah Storey        | GBR          | 156    |
|               | Caroline Groot      | NED          | 140    |
|               | Crystal Lane-Wright | GBR          | 132    |

| #                     | Fahrer              | Nationalität | Punkte |
| --------------------- | ------------------- | ------------ | ------ |
| Männer – MC1 (15 km)  |                     |              |        |
|                       | Ricardo Ten Argilés | ESP          | 160    |
|                       | Iwan Ermakow        | RUS          | 144    |
|                       | Ross Wilson         | CAN          | 142    |
| Männer – MC2          |                     |              |        |
|                       | Tristen Chernove    | CAN          | 154    |
|                       | Alejandro Perea     | COL          | 148    |
|                       | Ewoud Vromant       | BEL          | 128    |
| Männer – MC 3 (15 km) |                     |              |        |
|                       | Joseph Berenyi      | USA          | 150    |
|                       | Eduardo Santas      | ESP          | 144    |
|                       | David Nicholas      | AUS          | 140    |
| Männer – MC 4 (15 km) |                     |              |        |
|                       | Jason Macom         | USA          | 148    |
|                       | Diego Dueñas        | COL          | 144    |
|                       | Sergei Pudow        | RUS          | 138    |

## Aufgebote

### Deutschland
- Robert Förstemann (Pilot), Tim Kleinwächter, Kai Kruse, Stefan Nimke (Pilot), Denise Schindler, Pierre Senska, Michael Teuber, Erich Winkler

### Österreich
- Yvonne Marzinke, Andreas Zirkl

### Schweiz
- Roger Bolliger, Hervé Krebs (Pilot), Christof Wynistorf, Patrik Ifanger